# Cortejo sexual

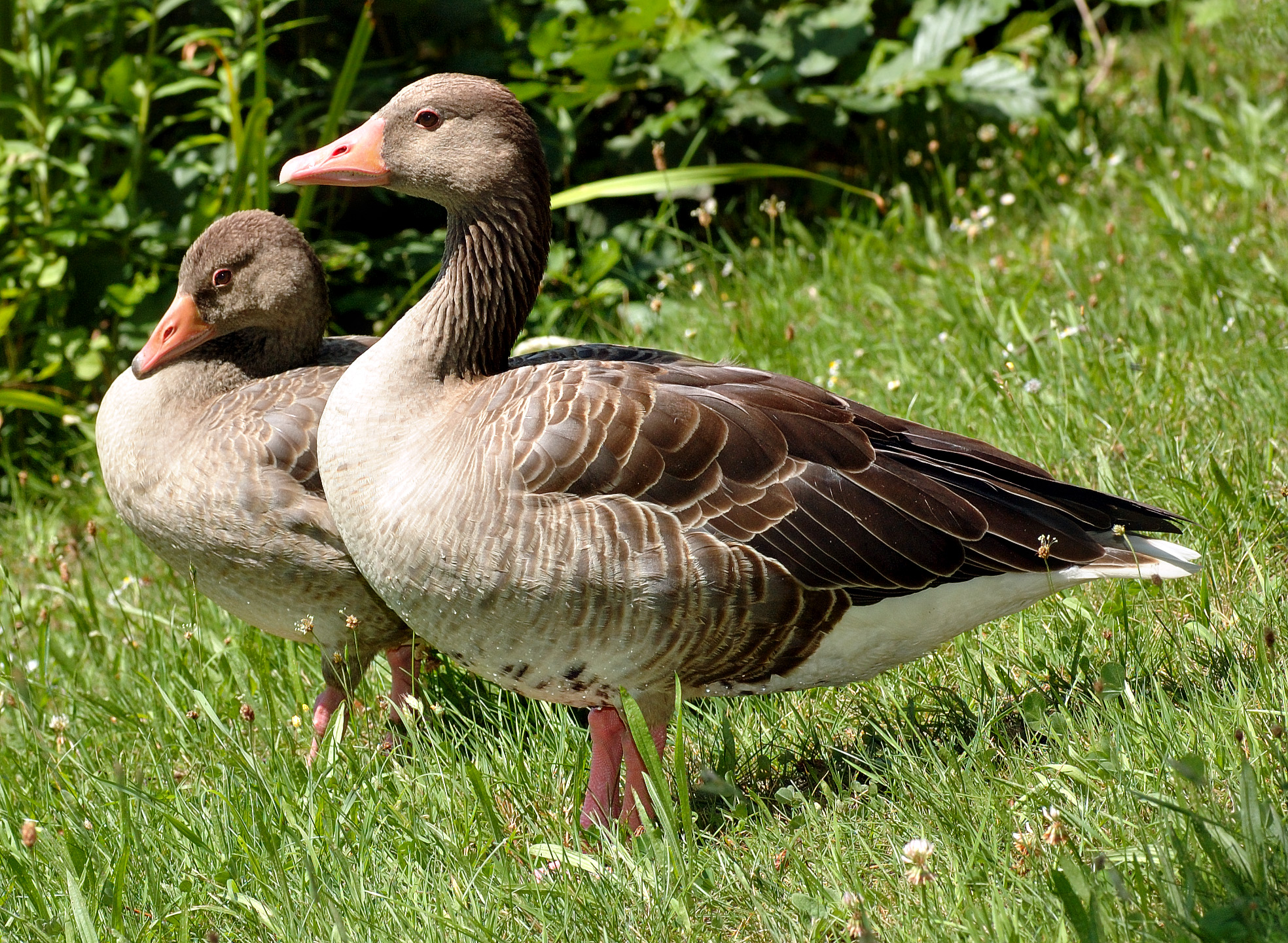
Pareja de patos, el macho cortejando la hembra

Cortejo sexual es el conjunto de ritos que en biología, psicología comparada, etología, paleontología, estudios de la evolución de la biósfera, y otras ciencias, describen el comportamiento animal de apareamiento entre los géneros. Dicho comportamiento se denomina sexual (y no sensual) por cuanto la presencia de placer no es definitoria del mismo.[cita requerida] De hecho, las conductas sexuales de cortejo y cópula ocurren en numerosas especies de animales y de protozoos en las que no se supone habitualmente la existencia de psiquismo y, en este, de reacciones sensuales; es decir, en muchas especies donde los organismos individuales pueden describirse como robots cartesianos o autómatas carentes de interioridad o subjetividad existencial. En muchos casos, ocurre una disputa selectiva entre los machos que tienen en mira una misma hembra.
Muchas especies animales tienen durante el periodo de acoplamiento una serie de comportamientos más o menos ritualizados. Frecuentemente implican la exhibición de características físicas, la producción de sonidos especiales o la obtención de regalos para ofrecer al candidato, cuyo registro neurológico por este desencadena, en el mismo, reacciones de comportamiento (que, cuando hay psiquismo, también son sensuales) y ellas van conduciéndolo a aproximarse gradualmente a consumar la cópula. Entre los vertebrados, a los que en general suele atribuirseles psiquismo, este tipo de comportamientos suelen ser muy complejo en peces y aves, pero es aún más desarrollado en invertebrados como los artrópodos.
El cortejo sexual aumenta la disponibilidad al apareamiento al inducir neurológicamente respuestas progresivamente ordenadas a aparearse; y, en los organismos con subjetividad, lo hace al aumentar la motivación sexual de los individuos. 
Paralelamente disminuye la agresividad intraespecífica entre los individuos que se van aproximando a consumar la cópula, y también entre todos los individuos para aquellas especies que se reúnen en agregaciones, bandas o manadas durante el periodo reproductivo y permanecen fuertemente territoriales o solitarios el resto del año. El cortejo sexual consiste generalmente en una mezcla pautada ( que por metáfora se denomina "ritualizada") de acciones inicialmente relacionadas con el apareamiento, el ataque, la huida y con otras acciones del menú comportamental que en otros contextos pueden relacionarse con las pruebas que determinan la calidad de la ingestión (ósculos), el cuidado parental biológico (caricias), etc.

## Funciones del cortejo sexual
La diferencia entre los rituales de cortejo en las especies de animales crea un fuerte aislamiento reproductivo, que en la mayoría de los grupos del reino animal mantiene aisladas las especies emparentadas. En las especies dioicas (o sea, de dos sexos; entre protozoos hay géneros con docenas de sexos, cuya reproducción exige acumular sucesivamente materiales genéticos), machos y hembras han de buscarse, lograr reunirse, realizar los complejos rituales de cortejo y apareamiento, y finalmente copular o bien soltar juntos al ambiente sus gametos para hacer posible la fecundación.
Las "danzas" nupciales, los cantos de los machos para atraer a las hembras o las caricias en la pareja humana, son ejemplos de comportamientos típicos del cortejo que permiten a la vez de conocerse, aislarse reproductivamente. Las funciones principales del cortejo para permitir la cópula son: sincronización, orientación, persuasión, comunicación, y aislamiento reproductor. 
- Sincronización: la sincronización de las actividades sexuales de machos con hembras en períodos cortos de tiempo se logra en muchas especies a través del cortejo. Así, por ejemplo, en aves es frecuente que el cortejo acelere la maduración de los óvulos.

- Orientación: los animales que cantan más enérgicamente y ostentan coloraciones llamativas pueden ser oídos o vistos desde muy lejos. Esas exhibiciones ayudan a la orientación y al encuentro entre los miembros de la pareja. No obstante, si los individuos pertenecen a especies distintas, los cantos, plumajes ostentosos, aromas "afrodisíacos" no son orientativos, ya que no son tenidos en cuenta, tal como la librea sexual de un babuino en celo no suele excitar a humanos. Los animales que se comunican principalmente por señales acústicas pueden entonar melodías que desencadenan respuestas neurológicas que a su vez producen el comportamiento de acercamiento. Tales melodías pueden ser insoportables para nuestro oído, y por cierto resultar no cortejantes, pero son neurológicamente eficaces para el sexo opuesto de su especie. Muchos grillos, ranas, sapos, chicharras y langostas son así grandes "cantores".

- Persuasión: este término significa que el cortejo del macho sirve para evitar las respuestas no sexuales por parte de la hembra, por ejemplo las agresivas.

- Comunicación: cuando un animal se comunica, modifica a corto o mediano plazo el comportamiento de otro animal de forma adaptativa y beneficiosa para ambos. Lo hace mediante señales, que pueden ir desde las maternales, filiales, agresivas, defensivas hasta las sexuales. Las complicadas señalizaciones que realizan los machos "cangrejos violinistas" del género Uca, con sus grandes y potentes pinzas, se utilizan tanto para atraer a las hembras de su misma especie, como para ahuyentar a otros machos competidores (disuasión intraespecífica).

- Aislamiento reproductor: cada una de las etapas del cortejo depende del comportamiento con que responde el congénere. El macho solo pasará a una segunda etapa de exhibición si la hembra muestra determinado comportamiento de "complicidad", y ambos pasarán a una tercera solo cuando ella realice un segundo comportamiento clave. Sucesivamente, los comportamientos de ambos se van encadenando, sincronizándose en el tiempo y determinando finalmente la cópula o la liberación de los gametos al medio ambiente o a un receptáculo intracorporal.

Ningún animal que no esté fisiológicamente apto para la fertilización podrá completar esta exigente cadena de comportamientos, que depende de la maduración neurológica del individuo, la cual a su vez refleja la madurez sexual del mismo.

## Cortejo sexual humano
El cortejo humano ha sido llamado también galanteo, chichifo, mutua correspondencia, trato amoroso e incluso amistad y obsequio.
Existen varios tipos de cortejo empleados también por varios tipos de seductores. Entre los más habituales están:
- Cortejo cibernético: es el más peligroso porque juega con la imaginación de la víctima que cree estar enamorada no de la persona que la corteja a través de un dispositivo, sino de la imagen que ella misma se crea. Es el más reciente por haber surgido gracias a Internet.[cita requerida]
- Cortejo árabe.
- Cortejo francés.
- Cortejo Hollywood.